# Protagonist

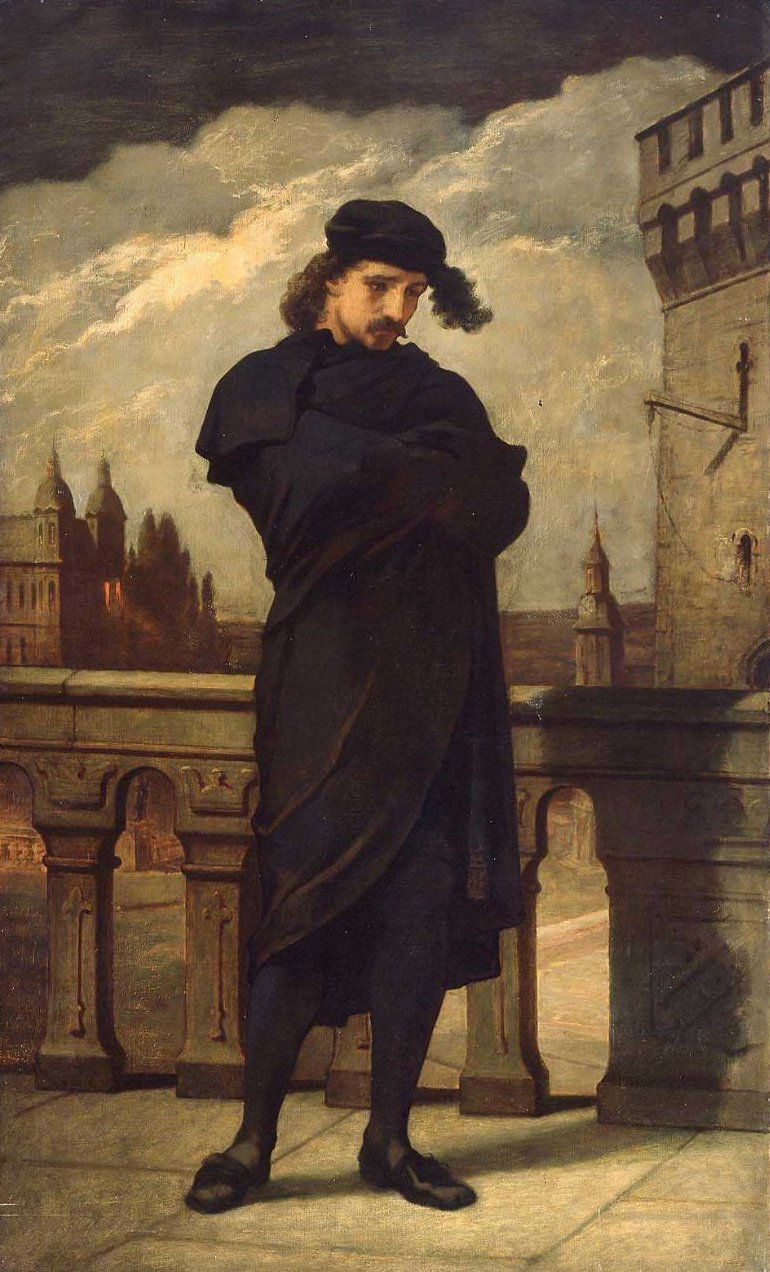
Prințul Hamlet, protagonistul tragediei shakespeariene cu același nume

Protagonistul (din greacă πρωταγωνιστής, protagonistes - „actor principal”) este personajul central al unei opere literare, teatrale, cinematografice sau muzicale. El este personajul care produce cea mai puternică afinitate cu audiența sa, fie cititori, ascultatori, sau (tele)spectatori.  Protagonistul este implicat în coflict din cauza antagonistului (pe care îl învinge aproape întotdeauna). În Grecia Antică trei actori jucau rolurile centrale în tragedii: rolul principal era jucat de protagonist, iar celelalte două erau jucate de deuteragonist și tritagonist.
Termenele de protagonist și caracter principal sunt descrise în feluri variate; ca atare, ele pot uneori reprezenta concepte artistice diferite. Literatura de ficțiune poate descrie istoria protagonistului prin perspectiva unui alt caracter, sau chiar a povestitorului;  de exemplu, un povestitor poate descrie soarta câtorva protagoniști, cum ar fi figuri proeminente în perspective biografice. Adeseori, protagonistul dintr-o operă narativă poate avea simultan și functia caracterului focal, deși termenii sunt distincți. Protagonistul este în general eroul povestirii, deși este posibil ca el sa fie anti-eroul. Principalul oponent al protagonistului este antagonistul, cel care reprezintă sau creează obstacole pe care protagonistul trebuie sa le depașească. Antagonistul poate fi eroul povestirii; de exemplu, dacă protagonistul este un criminal, antagonistul poate fi omul legii care încearcă să-l prindă. Uneori se oferă un anumit personaj ca protagonist, numai ca să fie eliminat pe neașteptate - aceasta schimbare fiind folosită ca element dramatic. Acesta este numit protagonist fals. Un exemplu faimos este personajul Marion (interpretat de Janet Leigh) în filmul Psycho, regizat de Alfred Hitchcock. De asemenea, uneori, protagonistul nu are deloc calități pozitive și se comportă mai mult ca un răufăcător decât ca un erou. Un protagonist rău este numit un protagonist răufăcător. Exemple sunt personajul Humbert Humbert din romanul Lolita, Patrick Bateman în romanul American Psycho și Richard al III-lea în piesă omonimă a lui William Shakespeare.
Protagonistul este reprezentantul de frunte al unei mișcări, al unei teorii etc; promotor, inițiator, fruntaș.